# Mattias Asper
Nils Mattias Joacim Asper, född 20 mars 1974 i Kristianstads Heliga Trefaldighets församling, är en svensk före detta fotbollsmålvakt.

## Karriär
Asper spelade för AIK mellan 1998 och 2000, men blev senare såld till Real Sociedad för drygt 24 miljoner kronor. Därefter blev han under 2002 utlånad till Besiktas, och återvände sedan samma år till Sverige, denna gång för att spela för Malmö FF. Efter VM 2006 lämnade han Malmö FF, då han blev utkonkurrerad av Jonas Sandqvist. Han gick därefter till Viking FK och stannade där i ett år innan han blev klar för IF Brommapojkarna sommaren 2007. 
Asper skrev i november 2007 på ett tvåårskontrakt med moderklubben Mjällby AIF där han sagt sig en gång vilja avsluta sin karriär. Under en fotbollsmatch den 15 september 2010 mot BK Häcken gjorde Asper det avgörande 2–2-målet. Målet var det första på fem år av en målvakt i Allsvenskan. Det blev även Aspers enda mål i karriären.
Den 26 november 2015 blev det klart att Asper lade fotbollsskorna och målvaktshandskarna på hyllan och avslutade karriären.

## Meriter
- Svensk landslagsspelare
  - Spel i EM 2000
- SM-guld 1998 med AIK och 2004 med Malmö FF
  - Spel i Champions League med AIK, säsongen 1999–2000